# Ylimmäinen Luujärvi
Ylimmäinen Luujärvi är en sjö i Finland. Den ligger i kommunen Simo i landskapet Lappland, i den norra delen av landet, 600 km norr om huvudstaden Helsingfors. Ylimmäinen Luujärvi ligger 87,6 meter över havet. Den ligger omkring två kilometer norr om sjön Alimmainen Luujärvi. Arean är 21 hektar och strandlinjen är 2,41 kilometer lång. Sjön  ingår i Kuivajokis huvudavrinningsområde. 